# Celesta
Đàn xê-les-ta thường gọi tắt là celesta (tiếng Pháp: xê-les-ta, tiếng Anh: sɪˈlɛstə)  là loại nhạc cụ sử dụng bàn phím như dương cầm (pianô), với đặc điểm cơ bản là thanh âm phát ra giống như tiếng chuông nhỏ, nên còn gọi là pianô chuông. Đây là khác biệt độc đáo so với dương cầm hiện đại tuy cả hai loại nhạc cụ này đều có nguồn gốc từ đàn clavơxanh.

## Lược sử

Cơ chế phát thanh âm của celesta.

Celesta có nguồn gốc từ đàn "harmonium" thuộc loại nhạc cụ hơi sử dụng bàn phím, được nhà sản xuất nhạc cụ người Pháp là Auguste Victor Mustel (1842-1919) phát minh và chế tạo ra vào năm 1886, bằng cách thay thế tất cả bộ phát thanh âm bằng hơi (gồm những đường ống sậy) bằng bộ phát thanh âm gồm các thanh kim loại, còn các lỗ thổi hơi thay bằng búa đàn. Do đó, khi bấm phím đàn làm búa gõ lên thanh kim loại, sẽ gây ra thanh âm như tiếng chuông. Cha của ông là Charles Victor Mustel đã sáng tạo ra tiền thân của celesta, gọi là typophone vào năm 1860 - 1865 và được cấp bằng sáng chế ở phiên bản cải tiến vào năm 1868. Cả hai phát minh của hai cha con đều lấy ý tưởng từ cấu tạo và hoạt động của âm thoa do nhạc sĩ John Shore chế tạo từ năm 1711.
Khi gõ một phím trên bàn phím của đàn celesta này, thì phím sẽ làm một búa nhỏ bọc nỉ "rơi" xuống, không đập vào dây đàn (như dương cầm), mà đập vào thanh kim loại (thường bằng đồng hoặc bằng thép) làm phát ra âm thanh có độ cao tương ứng với chiều dài và độ dày của nó. Các thanh kim loại được gắn trong bộ cộng hưởng bằng gỗ bọc ngoài. Âm thanh phát ra có độ "tinh khiết" cao, rất giống tiếng chuông đồng nhỏ, thường cho cảm giác thánh thót, huyền diệu.
Trong quá trình sử dụng, các nhạc sĩ nhận thấy nhạc cụ này tạo hiệu quả khi độc tấu và có hiệu quả cao nhất khi âm thanh của nó phát ra trên nền nhạc chơi trên picolo hoặc đàn hạc. Tuy nhiên, cường độ thanh âm phát ra nhỏ, nên có rất ít bản hòa tấu  viết riêng cho nhạc cụ này.
Trong âm nhạc hiện đại, đàn celesta đã được cải tiến nhiều, được sử dụng nhiều hơn, không chỉ trong nhạc cổ điển, mà còn cả trong nhạc Jazz, Rock và pop.

## Các nhạc phẩm cổ điển và cận đại nổi tiếng dùng celesta

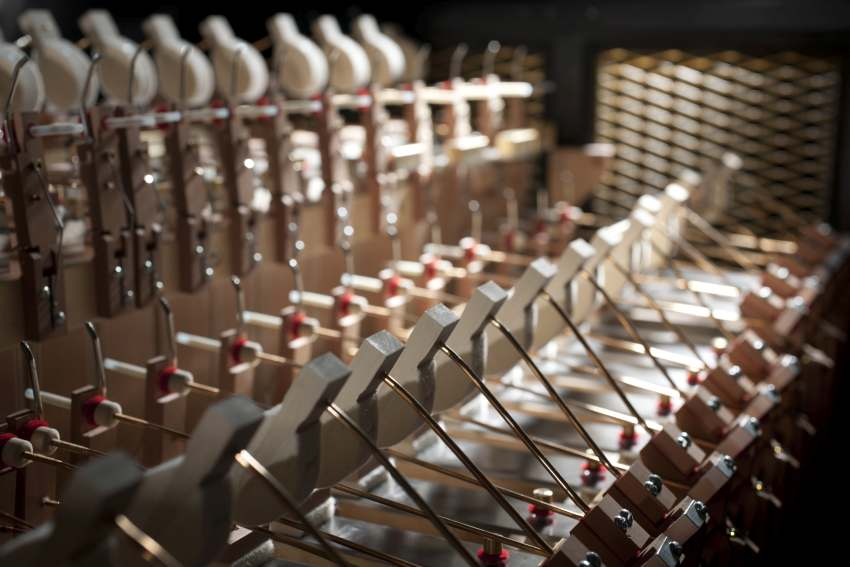
Bên trong của một celesta hiện nay.

- Ernest Chausson là một trong những nhà soạn nhạc đầu tiên sử dụng nhạc cụ này (nhạc cho vở La Tempête của Shakespeare).
- Maurice Ravel sử dụng đàn trong nhạc phẩm Laideronnette empress des pagodes de Ma Mère l'Oye.
- Celesta cũng giữ một vị trí đặc biệt trong The Planets (Các hành tinh, Op. 32 của Gustav Holst) để mô tả sao Thổ và sao Hải Vương.
- Celesta  là một trong những nhạc cụ bàn phím gõ ưa thích của nhà soạn nhạc người Mỹ John Williams.
- Các bản giao hưởng số 4 và 13 của Shostakovich đã dùng nhạc cụ này ở phần kết thúc.
- Gustav Mahler là người sử dụng nó nhiều nhất trong các sáng tác của ông, như trong bản giao hưởng số 6, bản giao hưởng số 8 và giao hưởng Das Lied von der Erde (Bài ca của Trái đất).
- Một trong những tác phẩm nổi tiếng nhất sử dụng rất hiệu quả đàn celesta này là nhạc phẩm "Kẹp hạt dẻ" của P. I. Tchaikovsky.

## Sử dụng trong các thể loại nhạc khác

### Jazz
Từ năm 1928, một số nghệ sĩ piano jazz đôi khi sử dụng celesta như một nhạc cụ bổ sung. Như Fats Waller đã chơi celesta bằng tay phải còn dương cầm bằng tay trái cùng lúc. Sau đó, nhiều nghệ si kác, trong đó có Duke Ellington, Thelonious Monk và Herbie Hancock. Mở đầu ca khúc "Someday You'll Be Sorry" do Louis Armstrong biểu diễn cũng có tham gia của celesta. Các ghi âm của Frank Sinatra tiến hành cho Columbia vào những năm 1940 cũng dùng nhạc cụ này (như I'll Never Smile Again).

### Rock và pop
Một số nhạc phẩm thuộc thể loại pop và rock, biểu diễn bằng nhạc cụ hoặc ca khúc đã ghi âm có dùng celesta nổi bật là:
- "Jethro Tull – The String Quartets" của Jethro Tull -
- "Rhythm of the Rain" của The Cascades
- "As If You Read My Mind" của Stevie Wonder
- "Everyday" của Buddy Holly[8]
- "Baby It's You" của The Beatles[9]
- "Girl Don't Tell Me" của The Beach Boys
- "She's a Rainbow" của The Rolling Stones
- "Sunday Morning" và "Stephanie Says" của The Velvet Underground.[10]
- "Northern Sky" của Nick Drake
- "Maggie May" và "Mine for Me" của Rod Stewart
- "New York City" của Owl City.[11]
- "Every Single Night" của Fiona Apple

### Một số ban nhạc
- Ban nhạc progressive rock của Ý những năm 1970 đặt theo tên nhạc cụ này.
- Bruce Springsteen và Ban nhạc E Street đã sử dụng Celesta rất nhiều trong những ngày đầu của họ, Danny Federici thường chơi nhạc cụ này trong các buổi biểu diễn trực tiếp của ban nhạc trong suốt những năm 1970 và 80.
- Sheryl Crow cũng đã chơi celesta trong album năm 2017 của mình (Be Myself).[12]